# Elasmus varius
Elasmus varius är en stekelart som beskrevs av Howard 1885. Elasmus varius ingår i släktet Elasmus och familjen finglanssteklar. Inga underarter finns listade i Catalogue of Life.